# Diogo Cão
Diogo Cão, o Diégo Caô, o Diego Cam (1450 – 1486), è stato un esploratore portoghese che effettuò due viaggi lungo la costa atlantica dell'Africa nel XV secolo.

## Biografia
Figlio d'un militare, entrò in marina a 14 anni. Divenne capitano nel 1480. Fu dapprima incaricato di assicurare la sicurezza delle banche portoghesi nelle acque africane.

### Primo viaggio (1482-1483)
Nel corso del suo primo viaggio (1482-1483), fu incaricato dal re del Portogallo Giovanni II di proseguire l'esplorazione delle coste dell'Africa. Portò per la prima volta il padrão, un cippo di pietra sormontato da una croce al fine di marcare i territori conquistati dalla Corona portoghese. Fu alla foce del fiume Congo che si riconosce egli abbia per la prima volta collocato il padrão, nel 1483. Prese contatto col regno del Congo, un potente reame all'interno delle coste su cui era sbarcato. Vi inviò alcuni emissari, pensando che si trattasse del noto reame del Prete Gianni. Proseguì lungo la costa africana verso sud, fino a Cabo de Santa Maria, in Angola a 13° di latitudine sud, dove egli pose il secondo cippo. Fu il primo europeo a spingersi tanto lontano nell'emisfero meridionale.

### Secondo viaggio (1485-1486)
Durante il secondo viaggio (1485-1486), scese ancora più a sud, fino a Cape Cross, in Namibia, dove piazzò un nuovo cippo. Risalì il fiume Congo, che considerava come la via d'accesso al regno del Prete Gianni fin quasi al sito di Matadi. Là, nell'ottobre o novembre 1485, vicino alle cascate di Yellala, lasciò un'iscrizione incisa su pietra che testimonia il suo passaggio e quello dei suoi uomini:
(Pietra di Yellala)
Gli abitanti del Congo chiamavano il fiume con la parola nzadi o nzere: è da quest'ultima che i Portoghesi forgiarono il nome Zaire.

## Altre immagini

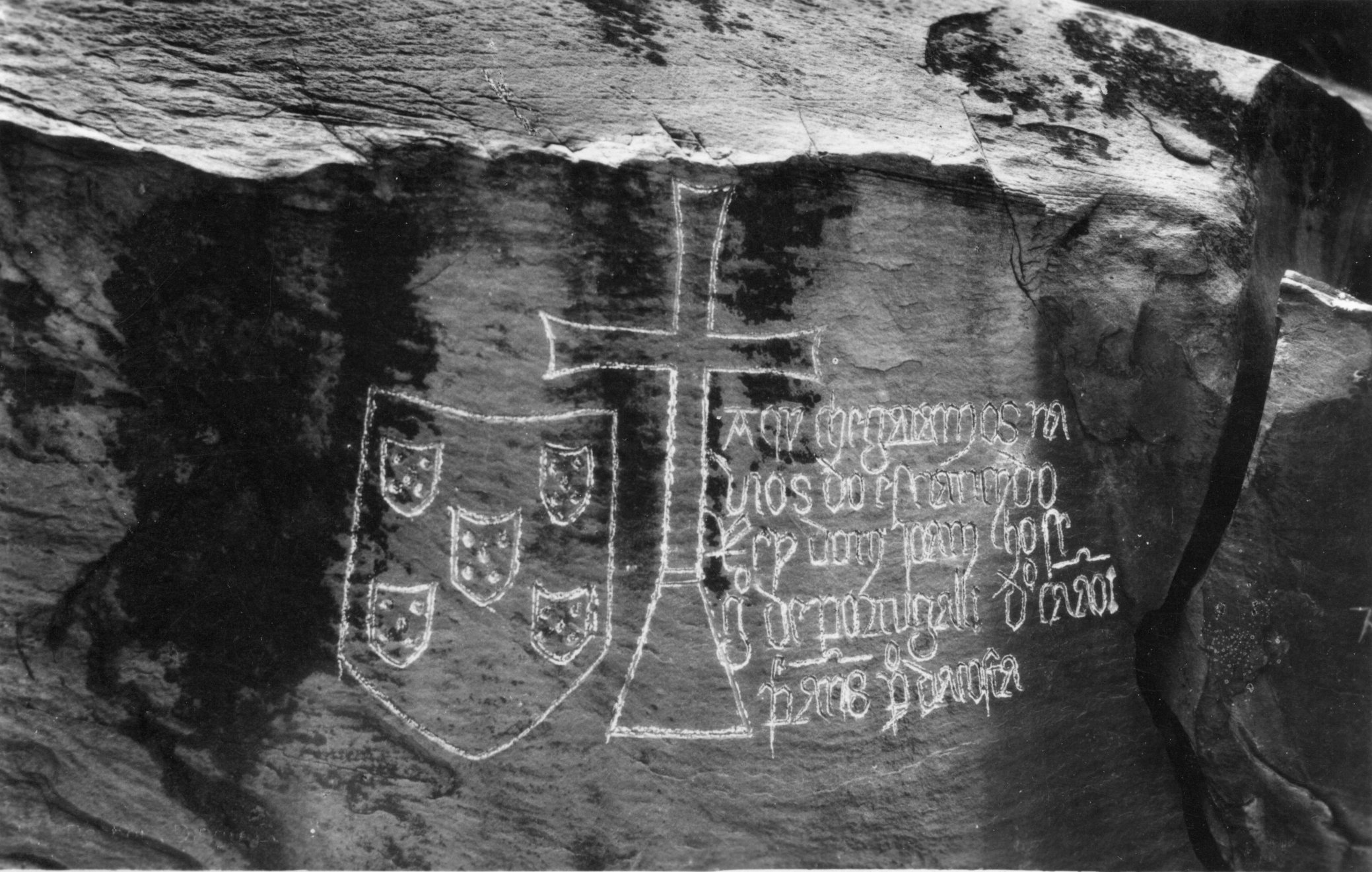
Pietra di Yellala, con le iscrizioni di Diogo Cão.